# الوعراء

تعديل مصدري - تعديل

الوعراء هي إحدى قرى عزلة سرار بمديرية سرار التابعة لمحافظة أبين، بلغ تعداد سكانها 29 نسمة حسب تعداد اليمن لعام 2004.